# Pływanie na Letnich Igrzyskach Olimpijskich 2004 – 4 × 100 m stylem zmiennym mężczyzn
4 × 100 m stylem zmiennym mężczyzn – jedna z konkurencji pływackich, które odbyły się podczas XXVIII Igrzysk Olimpijskich. Eliminacje miały miejsce 20 sierpnia, a finał 21 sierpnia.
Mistrzami olimpijskimi zostali Amerykanie. Sztafeta w składzie Aaron Peirsol, Brendan Hansen, Ian Crocker, Jason Lezak poprawiła swój rekord świata ustanowiony na mistrzostwach świata w Barcelonie w 2003 roku, uzyskując czas 3:30,68. Na pierwszej zmianie sztafety Peirsol pobił także rekord świata na dystansie 100 m stylem grzbietowym (53,45). Srebrny medal zdobyła reprezentacja Niemiec, która z czasem 3:33,62 ustanowiła nowy rekord Europy. Na trzecim miejscu z nowym rekordem Azji (3:35,22) uplasowali się Japończycy

## Terminarz
Wszystkie godziny podane są w czasie greckim (UTC+03:00) oraz polskim (CEST).
| Data             | Godzina rozpoczęcia | Godzina rozpoczęcia |            |
| Data             | UTC+03:00           | CEST                |            |
| ---------------- | ------------------- | ------------------- | ---------- |
| 20 sierpnia 2004 | 12:08               | 11:08               | Eliminacje |
| 21 sierpnia 2004 | 20:30               | 19:30               | Finał      |

## Rekordy
Przed zawodami rekord świata i rekord olimpijski wyglądały następująco:
| Rekord            | Reprezentacja                                                                                                  | Czas    | Miejsce   | Data             |
| ----------------- | --- | ------- | --------- | ---------------- |
| Rekord świata     | Stany Zjednoczone · Aaron Peirsol (53,71) · Brendan Hansen (59,61) · Ian Crocker (50,39) · Jason Lezak (47,83) | 3:31,54 | Barcelona | 27 lipca 2003    |
| Rekord olimpijski | Stany Zjednoczone · Lenny Krayzelburg (53,87) · Ed Moses (59,84) · Ian Crocker (52,10) · Gary Hall Jr. (47,92) | 3:33,73 | Sydney    | 23 września 2000 |

W trakcie zawodów ustanowiono następujące rekordy:
| Data        | Etap konkurencji | Reprezentacja                                                                                                  | Czas    | Rekord |
| ----------- | ---------------- | --- | ------- | ------ |
| 21 sierpnia | finał            | Stany Zjednoczone · Aaron Peirsol (53,45) · Brendan Hansen (59,37) · Ian Crocker (50,28) · Jason Lezak (47,58) | 3:30,68 | ,      |

- W finale Aaron Peirsol pobił rekord świata w konkurencji 100 m stylem grzbietowym, uzyskując na pierwszej zmianie sztafety czas 53,45.

## Wyniki

### Eliminacje
| Miejsce | Wyścig | Tor | Państwo           | Zawodnik                                                                                                  | Czas      | Uwagi |
| ------- | ------ | --- | ----------------- | --- | --------- | ----- |
| 1.      | 2      | 4   | Stany Zjednoczone | Lenny Krayzelburg (54,27) Mark Gangloff (1:00,27) Michael Phelps (52,43) Neil Walker (48,13)              | 3:35,10   | Q     |
| 2.      | 2      | 8   | Niemcy            | Steffen Driesen (54,75) Jens Kruppa (1:00,80) Helge Meeuw (52,73) Lars Conrad (48,37)                     | 3:36,65   | Q     |
| 3.      | 2      | 2   | Wielka Brytania   | Gregor Tait (55,36) James Gibson (1:00,30) James Hickman (52,23) Matthew Kidd (49,05)                     | 3:36,94   | Q     |
| 4.      | 2      | 5   | Japonia           | Tomomi Morita (54,63) Kōsuke Kitajima (59,69) Takashi Yamamoto (52,66) Yoshihiro Okumura (50,06)          | 3:37,04   | Q     |
| 5.      | 2      | 6   | Węgry             | László Cseh (55,22) Richárd Bodor (1:00,31) Zsolt Gáspár (52,96) Attila Zubor (48,78)                     | 3:37,27   | Q     |
| 6.      | 2      | 3   | Francja           | Simon Dufour (55,69) Hugues Duboscq (1:00,10) Franck Esposito (52,52) Frédérick Bousquet (49,29)          | 3:37,60   | Q     |
| 7.      | 1      | 4   | Rosja             | Arkadij Wiatczanin (55,47) Roman Słudnow (1:01,22) Jewgienij Korotyszkin (52,35) Andriej Kaprałow (49,03) | 3:38,07   | Q     |
| 8.      | 1      | 3   | Ukraina           | Pavlo Illichov (56,40) Walerij Dymo (1:01,23) Denys Syłantiew (52,41) Yuriy Yegoshin (48,81)              | 3:38,85   | Q     |
| 9.      | 1      | 5   | Australia         | Matt Welsh (55,36) Jim Piper (1:02,10) Adam Pine (53,02) Michael Klim (48,66)                             | 3:39,14   |       |
| 10.     | 1      | 6   | Kanada            | Riley Janes (56,17) Mike Brown (1:01,73) Mike Mintenko (52,48) Brent Hayden (48,98)                       | 3:39,36   |       |
| 11.     | 1      | 2   | Finlandia         | Jani Sievinen (56,84) Jarno Pihlava (1:01,39) Jere Hård (53,19) Matti Rajakylä (50,22)                    | 3:41,64   |       |
| 12.     | 2      | 1   | Nowa Zelandia     | Scott Talbot-Cameron (56,11) Ben Labowitch (1:03,88) Corney Swanepoel (52,41) Cameron Gibson (50,34)      | 3:42,74   |       |
| 13.     | 2      | 7   | Południowa Afryka | Gerhard Zandberg (56,23) Terence Parkin (1:03,89) Eugene Botes (54,57) Karl Otto Thaning (49,25)          | 3:43,94   |       |
| 14.     | 1      | 7   | Słowenia          | Blaž Medvešek (56,47) Emil Tahirovič (1:02,52) Peter Mankoč (53,75) Jernej Godec (51,43)                  | 3:44,17   |       |
| 15.     | 1      | 1   | Brazylia          | Paulo Machado (57,33) Eduardo Fischer (1:02,58) Kaio de Almeida (53,52) Jader Souza (50,98)               | 3:44,41   |       |
| 16. !   | 1      | 8   | Włochy            | Emanuele Merisi (56,55) Paolo Bossini Mattia Nalesso Giacomo Vassanelli                                   | 9:99,99 ! | DSQ   |

### Finał
| Miejsce | Tor | Państwo           | Zawodnik                                                                                               | Czas    | Strata | Uwagi |
| ------- | --- | ----------------- | --- | ------- | ------ | ----- |
| 1. !    | 4   | Stany Zjednoczone | Aaron Peirsol (53,45) Brendan Hansen (59,37) Ian Crocker (50,28) Jason Lezak (47,58)                   | 3:30,68 |        | ,     |
| 2. !    | 5   | Niemcy            | Steffen Driesen (54,26) Jens Kruppa (1:00,50) Thomas Rupprath (51,40) Lars Conrad (47,46)              | 3:33,62 | 2,94   | ER    |
| 3. !    | 6   | Japonia           | Tomomi Morita (54,25) · Kōsuke Kitajima (59,35) · Takashi Yamamoto (51,87) · Yoshihiro Okumura (49,75) | 3:35,22 | 4,54   | AS    |
| 4.      | 1   | Rosja             | Arkadij Wiatczanin (55,15) Roman Słudnow (1:01,00) Igor Marczenko (51,74) Aleksandr Popow (48,02)      | 3:35,91 | 5,23   |       |
| 5.      | 7   | Francja           | Simon Dufour (55,74) Hugues Duboscq (1:00,07) Franck Esposito (52,22) Frédérick Bousquet (48,54)       | 3:36,57 | 5,89   |       |
| 6.      | 8   | Ukraina           | Pavlo Illichov (56,19) Ołeh Lisohor (1:00,99) Andrij Serdinow (50,80) Yuriy Yegoshin (48,89)           | 3:36,87 | 6,19   |       |
| 7.      | 2   | Węgry             | László Cseh (54,89) Richárd Bodor (1:00,25) Zsolt Gáspár (53,32) Attila Zubor (49,00)                  | 3:37,46 | 6,78   |       |
| 8.      | 3   | Wielka Brytania   | Gregor Tait (55,69) James Gibson (1:00,30) James Hickman (52,64) Matthew Kidd (49,14)                  | 3:37,77 | 7,09   |       |